# Juliana Awada
Juliana Awada, née le 3 avril 1974 à Buenos Aires, est une femme d'affaires argentine d'origine syro-libanaise.[réf. nécessaire]

## Biographie
Elle épousa le 16 novembre 2010 l'homme politique Mauricio Macri. Leur fille Antonia est née en 2011.
En décembre 2015, elle devient Première dame d'Argentine.